# 天主教洛斯阿爾托斯、克薩爾特南戈-托托尼卡潘總教區
天主教洛斯阿爾托斯、克薩爾特南戈-托托尼卡潘總教區 （拉丁語：Archidioecesis Altensis, Quetzltenanguensis-Totonicapensis）是危地馬拉一個羅馬天主教教省總教區，下轄五個教區。是該國兩個總教區之一。
1921年7月27日自危地馬拉總教區分出，成立教區。1996年2月13日升為總教區。
總教區範圍包括克薩爾特南戈省和托托尼卡潘省。2010年有教友1,123,000人（佔轄區總人口80.0%）、卅四個堂區、五十二名司鐸。現任教區總主教為馬里奧·阿爾韋托·莫里納·帕爾馬。